# Phò mã
Phò mã (phồn thể: 駙馬, giản thể: 驸马) là chức vị thường dành cho người chồng của Công chúa, tức là con rể của Hoàng đế hoặc Quốc vương trong văn hóa Đông Á. Danh từ này xuất hiện trong văn hóa của Trung Quốc, Việt Nam và Hàn Quốc.
Bởi vì người là chồng của Công chúa hầu hết đều nhậm chức quan này, nên cũng như Công chúa trở thành một đặc xưng của Hoàng nữ, thì Phò mã cũng trở thành đặc xưng của chồng của Công chúa, đặc biệt là với các quốc gia Đông Á. Tuy vậy trên thực tế, ["Phò mã"] nguyên bản chỉ là tên một chức quan, không phải là một danh từ mà cũng không phải tước vị cố định dành cho người chồng của một công chúa.

## Lai lịch tên gọi
Trong giai đoạn đầu tiên, con rể của Hoàng đế thường được gọi là Hoàng tế (皇婿), Quốc tể (國婿) hay Đế tế (帝婿), Hoàng quân (皇君).
Năm thứ 2 niên hiệu Nguyên Đỉnh (115 TCN), Hán Vũ Đế khi tuần du ra ngoài, liền thiết lập Phò mã Đô úy (駙馬都尉), bên cạnh đó còn có Phụng xa Đô úy (奉車都尉) và Kỵ đô úy (騎都尉), hợp xưng 「Tam Đô úy; 三都尉」. Nhiệm vụ của họ là điều khiển [Phó xa; 副車] tùy hầu [Chính xa; 正車] của Hoàng đế, bổng lộc 2.000 thạch, đều lấy từ hoàng thất, chư hầu, ngoại thích và thế tộc đệ tử đảm nhiệm. Sang thời Đông Hán, Phò mã Đô úy cùng 2 vị Đô úy kia được ban tư cách thượng triều nghị chính. Hán Minh Đế Lưu Trang, vì chọn chồng cho em gái là Quán Đào công chúa Lưu Hồng Phu, đã chỉ định Phò mã Đô úy Hàn Quang (韓光) - đây là vị Phò mã đầu tiên trong lịch sử cưới Công chúa, mở đầu cho khái niệm "Chồng của Công chúa gọi là Phò mã".
Đời Tào Ngụy, triều đình họ Tào vẫn theo chế độ cũ nhà Hán, vẫn tuyển con cháu gia tộc danh giá, cho tư cách dự triều, nhưng lại trở thành một chức quan danh dự. Thời Tấn Nguyên Đế, lấy duyện thuộc làm Phò mã, ban thượng triều, trong đó có rất nhiều Phò mã Đô úy đều lấy công chúa, như Hoàn Ôn. Cuốn Sách phủ nguyên quy (冊府元龜) thời Bắc Tống tuy có nói "Đến thời Tấn, chức Phò mã chuyên trao cho người cưới Công chúa", nhưng thực tế đến thời Tấn thì Phò mã Đô úy vẫn chưa thành chuyên xưng để gọi chồng của công chúa.
Đến thời Lưu Tống, Tống Vũ Đế ra quy định ai cưới công chúa đều bái làm Phò mã Đô úy. Sang đến Nam Tề noi theo Lưu Tống, cũng cho ai cưới công chúa đều bái làm Phò mã Đô úy, các triều đại khác như Bắc Ngụy, Bắc Tề, nhà Lương và Nam Trần nhất nhất làm theo. Nhưng mà vẫn có khá nhiều chồng của công chúa các triều đại trên vẫn không nhậm qua chức này. Đến thời Tùy Dạng Đế, triều đại nhà Tùy bỏ đi chức này.

## Trở thành chuyên xưng
Nhà Đường thành lập, thiết trí Phò mã Đô úy, hàng Tòng ngũ phẩm, đều do chồng của công chúa đảm nhậm. Cựu Đường thư ghi lại, Phò mã Đô úy thường đều do thân tộc hoàng thất đảm nhiệm, đến Đường hội yếu (唐會要) trực tiếp lấy Phò mã như một danh từ riêng chỉ đến chồng của công chúa. Từ đây, Phò mã cũng thành chuyên xưng của chồng của các công chúa. Thời nhà Tống, chức vị Phò mã vẫn là Tòng ngũ phẩm. Thời nhà Nguyên và nhà Liêu, "Phò mã Đô úy" được gia phong cho các chồng của công chúa như một vinh hàm, lại thường kèm theo chức hàm Thái sư và gia thêm tước Vương. Thời nhà Kim định hàm Chính tứ phẩm.
Thời kỳ nhà Minh, Phò mã lại dần trở thành một phẩm vị, gần với tước hiệu hơn là chức vụ, như Minh sử ghi lại là vị trên Bá tước vậy. Sang thời kỳ nhà Thanh, các Phò mã được gọi là Ngạch phụ (chữ Hán: 額駙; tiếng Mãn: ᡝᡶᡠ, Möllendorff: efu), hay "Ngạch phò", và đây là cách gọi chung của chồng của các Công chúa lẫn Cách cách của triều Thanh.
Có thể thấy, đời Thanh quy định "Ngạch phụ" không phải tên chức quan như Phò mã Đô úy của các triều trước, mà là danh phận dùng để gọi chồng của Hoàng nữ Tông nữ triều Thanh, rất giống quy định đem "Phò mã Đô úy" sang liệt tước của đời Minh. Do đích-thứ khác biệt, hơn nữa lại không phân Phò mã cùng "Nghi tân" như đời Minh, các Ngạch phụ có địa vị cao hay thấp cũng hoàn toàn dựa vào địa vị của người vợ. Đây là bảng thân phận, chức hàm của Ngạch phụ thời Thanh hoàn thiện:
| Cố Luân công chúa (固倫公主)  | Cố Luân ngạch phụ (固倫額駙)    | Ngang với Cố Sơn Bối tử     |
| Hòa Thạc công chúa (和碩公主) | Hòa Thạc ngạch phụ (和碩額駙)   | Ngang với Siêu phẩm Công    |
| Quận chúa (郡主)              | Quận chúa ngạch phụ (郡主額駙)  | Ngang với quan võ Nhất phẩm |
| Huyện chúa (縣主)             | Huyện chúa ngạch phụ (縣主額駙) | Ngang với quan võ Nhị phẩm  |
| Quận quân (郡君)              | Quận quân ngạch phụ (郡君額駙)  | Ngang với quan võ Tam phẩm  |
| Huyện quân (縣君)             | Huyện quân ngạch phụ (縣君額駙) | Ngang với quan võ Tứ phẩm   |
| Hương quân (鄉君)             | Hương quân ngạch phụ (鄉君額駙) | Ngang với quan võ Ngũ phẩm  |

Ở Triều Tiên, người chồng của Công chúa đều có danh hiệu Phò mã Đô úy. Tại Việt Nam, lần đầu tiên xuất hiện danh xưng này là khi Đinh Bộ Lĩnh gả con gái Minh Châu công chúa cho Trần Thăng (陳升), em trai Trần Minh Công, từ ấy đến triều đại nhà Nguyễn thì đều phong chồng của công chúa làm Phò mã Đô úy, quan võ hàm Tòng tam phẩm.

## Các chức vụ tương đồng
- Nghi tân (儀賓): chức vị vào thời nhà Minh, dành cho các con rể của Quận vương, tức Quận chúa và Huyện chúa trở xuống. Phẩm vị đều là Tòng, lần lượt là Nhị phẩm, Tam phẩm, Tứ phẩm, Ngũ phẩm cùng Lục phẩm[15][16]. Nhà Triều Tiên và Vương quốc Lưu Cầu dùng để gọi chồng của các Ông chúa.
- Phò ký lang (駙驥郎): xuất hiện các ghi chép về thời nhà Lý và nhà Trần, dùng phong cho chồng các công chúa nhưng lại xuất thân hoàng thất hoặc các thế lực lớn.
- Phò mã lang (駙馬郎): chức vị xuất hiện thời nhà Lý. Có Dương Tự Minh thụ chức này.
- Quận mã (郡馬): chồng của Quận chúa, đời Tống gọi trong dân gian, không phải chức vị.
- Huyện mã (縣馬): chồng của Huyện chúa, đời Tống gọi trong dân gian, không phải chức vị.

## Nhân vật nổi tiếng
- Phò mã Ngô Nhật Khánh, chồng công chúa Phất Kim vốn là một trong 12 sứ quân, sau thành phò mã của Đinh Tiên Hoàng.
- Phò mã Trương Quán Sơn, chồng của công chúa Phù Dung con vua Đinh Tiên Hoàng, có công đánh giặc Tống, được ban thực ấp ở Sơn Tây.
- Phò mã Thân Cảnh Phúc, chồng công chúa Thiên Thành con vua Lý Thánh Tông, lãnh đạo một đội quân người dân tộc dựa vào rừng núi, dùng chiến thuật du kích chống Tống.

Phò mã thành Hoàng đế: Một số vị con rể của Hoàng đế, sau này trở thành Hoàng đế, như trong lịch sử Việt Nam từng có: 
- Phò mã Lý Công Uẩn, con rể Lê Đại Hành, sau trở thành Vua Lý Thái Tổ, lập ra nhà Lý.
- Vua Quang Trung, cưới công chúa Lê Ngọc Hân con gái thứ chín của Lê Hiển Tông.

## Tục ngữ
Có câu "Khen phò tốt áo" dùng để chỉ những lời khen thừa thãi, nịnh nọt không phải lối, khen điều hiển nhiên không đáng để khen.